# Ana de Brunswick-Luneburgo (1502-1568)
Ana de Brunswick-Luneburgo (6 de diciembre de 1502 en Celle-6 de noviembre de 1568 en Szczecin) fue una princesa de Brunswick-Luneburgo por nacimiento y por matrimonio duquesa de Pomerania.

## Biografía
Ana era una hija del Duque Enrique I de Luneburgo (1468-1532) de su matrimonio con Margarita (1469-1528), hija del Elector Ernesto de Sajonia.
Se casó el 2 de febrero de 1525 en Szczecin con el Duque Barnim XI de Pomerania (1501-1573). En ocasión de su matrimonio, Barnim concluyó una alianza defensiva con el padre de ella. A cambio de su dote de 12.000 florines a Ana se le prometió la ciudad y distrito de Stolp como su Wittum. En 1536, se le prometió el distrito de Rügenwalde en su lugar. Ana murió antes que su marido, de tal modo que estas promesas nunca tuvieron que aplicarse.
Ana murió en 1568 y fue enterrada en la Iglesia de San Otón en Szczecin.
Ana fue uno de los oponentes más fuertes de su cuñado Jorge. Sintió que ponía a su marido en desventaja en el gobierno de Pomerania y que el intento de Jorge de casarse con Margarita de Brandeburgo socavaba su propia posición. Ana fue una fuerza impulsora detrás de la división de Pomerania en 1532.

## Hijos
De su matrimonio, Ana tuvo los siguientes hijos:
- María (1527-1554), casada en 1544 con el Conde Otón IV de Schauenburg-Pinneberg (1517-1576).
- Dorotea (1528-1558), casada en 1554, con el Conde Juan I de Mansfeld-Hinterort (m. 1567).
- Alejandra (n. 1534; murió en la infancia)
- Isabel (1537-1554)
- Ana (1531-1592), casada:
  1. en 1557 con el Príncipe Carlos I de Anhalt-Zerbst (1534-1561)
  2. en 1566 con el Burgrave Enrique VI de Plauen (1536-1572)
  3. en 1576 con el Conde Jobst II de Barby-Mühlingen (1544-1609)
- Sibila (1541-1564)
- Bogeslao XII (c. 27 de agosto de 1542 - antes del 15 de septiembre de 1542)